# Bungalow
En bungalow er en bygningstype, der oprindeligt stammer fra Bengalen, men som har bredt sig til det meste af Jorden. Udformningen er dog forskellig fra region til region. I USA er bungalow mere en stilart og kan betegne større bygninger end i Danmark. Navnet bungalow stammer fra engelsk og betyder oprindelig bengalsk.
Den danske version af bungalowen blev udviklet i 1930'erne, inspireret af den nordiske funkis-stil, som en mindre bolig med fladt eller let skrånende tag. Taget har to karakteristiske elementer – grundplanen kvadratisk og det lave pyramidetag eller helt flade tag. Den kvadratiske grundform giver huset karakter af en terning. Huset tilføjes gerne hjørnevinduer, terrasser og udvendige trapper, typiske elementer fra funktionalismen.